# Vattenfall
Vattenfall je švédská energetická společnost a přední výrobce energie v severní Evropě. Vattenfall vlastní nebo má podíl v elektrárnách v Německu, Polsku, Nizozemsku, Velké Británii, Dánsku, Finsku a Švédsku.
Vattenfall je aktivní ve všech fázích dodavatelského řetězce elektrické energie. Předmětem podnikání je výroba, přenos, distribuce a prodej elektřiny. Vattenfall také vyrábí, distribuuje a prodává teplo z tepelných zdrojů (tepláren). Mateřská společnost Vattenfall AB je zcela ve vlastnictví švédského státu.